# Донецька область

Блок із 4 марок «Краса і велич України.Донецька область» (2019)

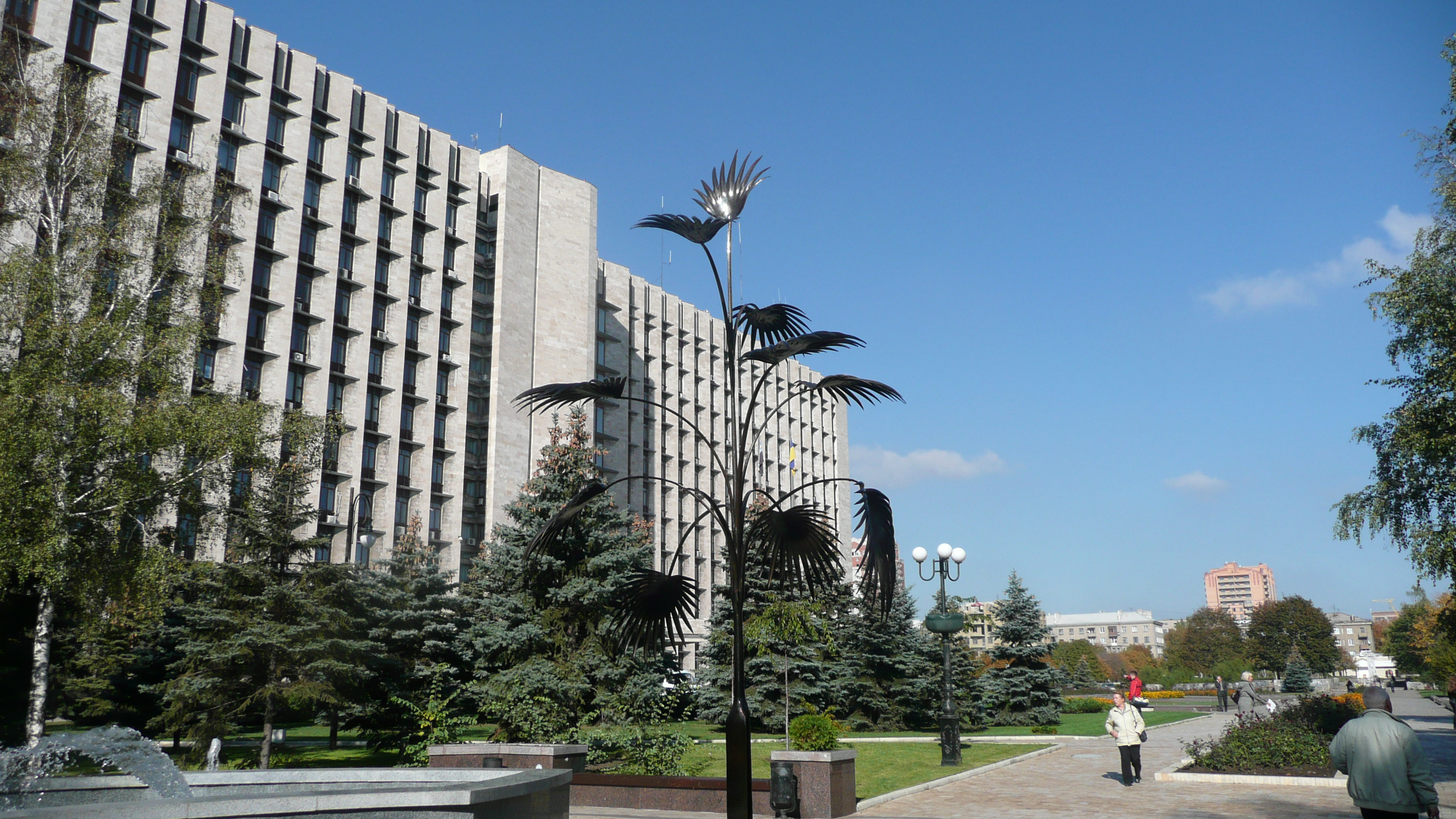
Донецька обласна державна адміністрація

48°08′ пн. ш. 37°44′ сх. д. / 48.14° пн. ш. 37.74° сх. д.
Доне́цька о́бласть (Донеччина) — область на сході України. За даними Держстату на 1 січня 2020 року, є найбільш населеною областю України — в її межах проживає 4 131 808 осіб (9,34 % від загального населення України). Площа — 26 517 км² (4,4 % загальної території України).
Утворена 17 липня 1932 року з адміністративним центром у місті Артемівськ (нині — Бахмут), з липня 1932 року — місті Сталіно (нині — Донецьк). У сучасних межах утворена 3 червня 1938 року, коли з її складу відокремили Ворошиловградську (нині — Луганську) область.
Адміністративний центр — місто Донецьк. З 11 жовтня 2014 року обласну державну адміністрацію було тимчасово перенесено до Краматорська (до цього моменту з 13 червня 2014 року обласна державна адміністрація на короткий проміжок часу була розташована у Маріуполі).

## Географія
Область розташована на південному сході України в межах Донецького кряжа, Приазовської височини та частково Придніпровської низовини. На заході межує із Запорізькою та Дніпропетровською, на північному заході з Харківською й на північному сході та сході з Луганською областями України. З півдня область омивається Азовським морем.
Довжина області з півночі на південь — 278 км, із заходу на схід — 201 км. Загальна довжина меж області становить 1 526 км, з них: сухопутні — 1 376 км, морські — 140 км. Найвища точка області — 344 м (координати: 48°16′09″ пн. ш. 38°31′45″ сх. д.), розташована поблизу селища Рідкодуб Горлівського району, найнижче місце (−0,4 м) — рівень води в Азовському морі.
Крайня північна точка області — висота 195 м у Краматорському районі, південна — село Білосарайська Коса Маріупольського району, західна — поблизу селища Комишуваха Волноваського району, східна — поблизу села Верхній Кут Горлівського району.
Географічний центр області є в селищі Піски Покровського району.

## Адміністративно-територіальний устрій

### Загальна інформація
Адміністративний центр області — місто Донецьк. З 11 жовтня 2014 року Донецька обласна державна адміністрація тимчасово перебуває в Краматорську.
У складі області:
- районів — 8;
- районів у містах — 21;
- населених пунктів — 1301, в тому числі:
  - міського типу — 183, в тому числі:
    - міст — 52, в тому числі:
      - міст обласного значення — 28;
      - міст районного значення — 24;

    - селищ міського типу — 131;

  - сільського типу — 1118, в тому числі:
    - сіл — 922;
    - селищ — 196.

У системі місцевого самоврядування:
- районних рад — 18;
- районних рад у містах — 21;
- міських рад — 52;
- селищних рад — 81;
- сільських рад — 253.

### Райони
| № | Район          | Адм. центр     | Адм. устрій |
| - | -------------- | -------------- | ----------- |
| 1 | Бахмутський    | м. Бахмут      | Адм. устрій |
| 2 | Волноваський   | м. Волноваха   | Адм. устрій |
| 3 | Горлівський    | м. Горлівка    | Адм. устрій |
| 4 | Донецький      | м. Донецьк     | Адм. устрій |
| 5 | Кальміуський   | м. Кальміуське | Адм. устрій |
| 6 | Краматорський  | м. Краматорськ |             |
| 7 | Маріупольський | м. Маріуполь   | Адм. устрій |
| 8 | Покровський    | м. Покровськ   | Адм. устрій |

### Райони у містах
| №  | Район               | Входження у  |
| -- | ------------------- | ------------ |
| 1  | Калінінський        | м. Горлівка  |
| 2  | Микитівський        | м. Горлівка  |
| 3  | Центрально-Міський  | м. Горлівка  |
| 4  | Будьонівський       | м. Донецьк   |
| 5  | Ворошиловський      | м. Донецьк   |
| 6  | Калінінський        | м. Донецьк   |
| 7  | Київський           | м. Донецьк   |
| 8  | Кіровський          | м. Донецьк   |
| 9  | Куйбишевський       | м. Донецьк   |
| 10 | Ленінський          | м. Донецьк   |
| 11 | Петровський         | м. Донецьк   |
| 12 | Пролетарський       | м. Донецьк   |
| 13 | Гірницький          | м. Макіївка  |
| 14 | Кіровський          | м. Макіївка  |
| 15 | Совєтський          | м. Макіївка  |
| 16 | Центрально-Міський  | м. Макіївка  |
| 17 | Червоногвардійський | м. Макіївка  |
| 18 | Центральний         | м. Маріуполь |
| 19 | Кальміуський        | м. Маріуполь |
| 20 | Лівобережний        | м. Маріуполь |
| 21 | Приморський         | м. Маріуполь |

## Демографія

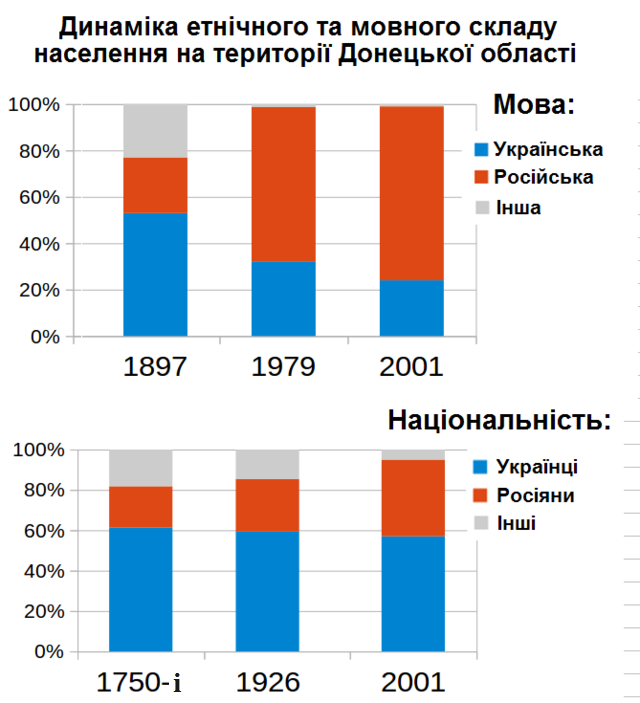
Динаміка етнічного та мовного складу населення на території нинішньої Донецької області

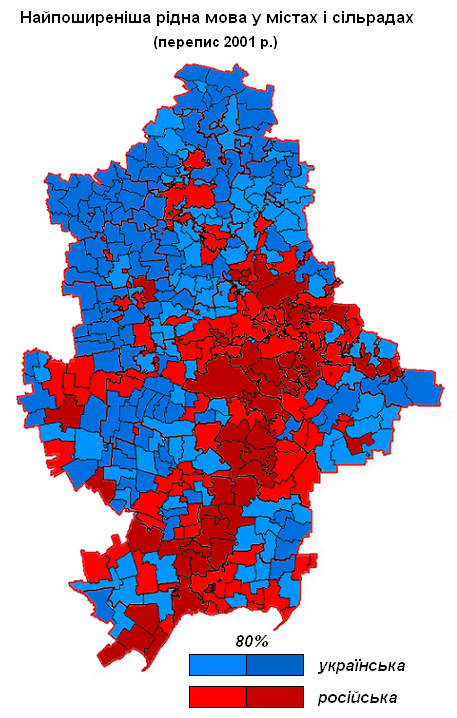
Найпоширеніша рідна мова у містах і сільрадах Донецької області за переписом 2001 р.

Донецька область — найбільш густонаселений регіон України. Тут мешкає близько 9 % загальної чисельності населення країни. Область — промислова частина Донбасу з переважним міським населенням. Населення характеризується багатонаціональністю — тут мешкають представники понад 120 етносів: українці, росіяни, греки, євреї, німці, татари та інші. У національному складі населення області українці переважають над росіянами. У територіальному розрізі частка українців є значно вищою в північних, північно-західних та південно-західних районах області. У трьох містах (Донецьк, Макіївка та Єнакієве) частка росіян є дещо більшою ніж українців. Аналіз архівних даних показує, що після Голодоморів, росіян системно, на державному рівні масово переселяли до України, головним чином на терени Південно-Східної України, зокрема, на Донбас
Національний склад населення Донецької області станом на 2001 рік:
| №  | Національність | Кількість осіб | %      |
| -- | -------------- | -------------- | ------ |
| 1  | Українці       | 2 744 149      | 56,87  |
| 2  | Росіяни        | 1 844 399      | 38,22  |
| 3  | Греки          | 77 516         | 1,61   |
| 4  | Білоруси       | 44 525         | 0,92   |
| 5  | Татари         | 19 161         | 0,40   |
| 6  | Вірмени        | 15 734         | 0,33   |
| 7  | Євреї          | 8 825          | 0,18   |
| 8  | Азербайджанці  | 8 075          | 0,17   |
| 9  | Грузини        | 7 197          | 0,15   |
| 10 | Молдовани      | 7 171          | 0,15   |
| 11 | Інші           | 48 811         | 1,01   |
|    | Разом          | 4 825 563      | 100,00 |

Динаміка рідної мови населення Донецької області за даними переписів, %:
|            | 1897 | 1959 | 1970 | 1979 | 1989 | 2001 |
| ---------- | ---- | ---- | ---- | ---- | ---- | ---- |
| українська | ~53  | 43,9 | 37,9 | 32,2 | 30,6 | 24,1 |
| російська  | ~25  | 54,1 | 60,6 | 66,5 | 67,7 | 74,9 |
| інші       | ~22  | 2,0  | 1,5  | 1,3  | 1,7  | 1,0  |

Міське населення (2017) — 90,8 %

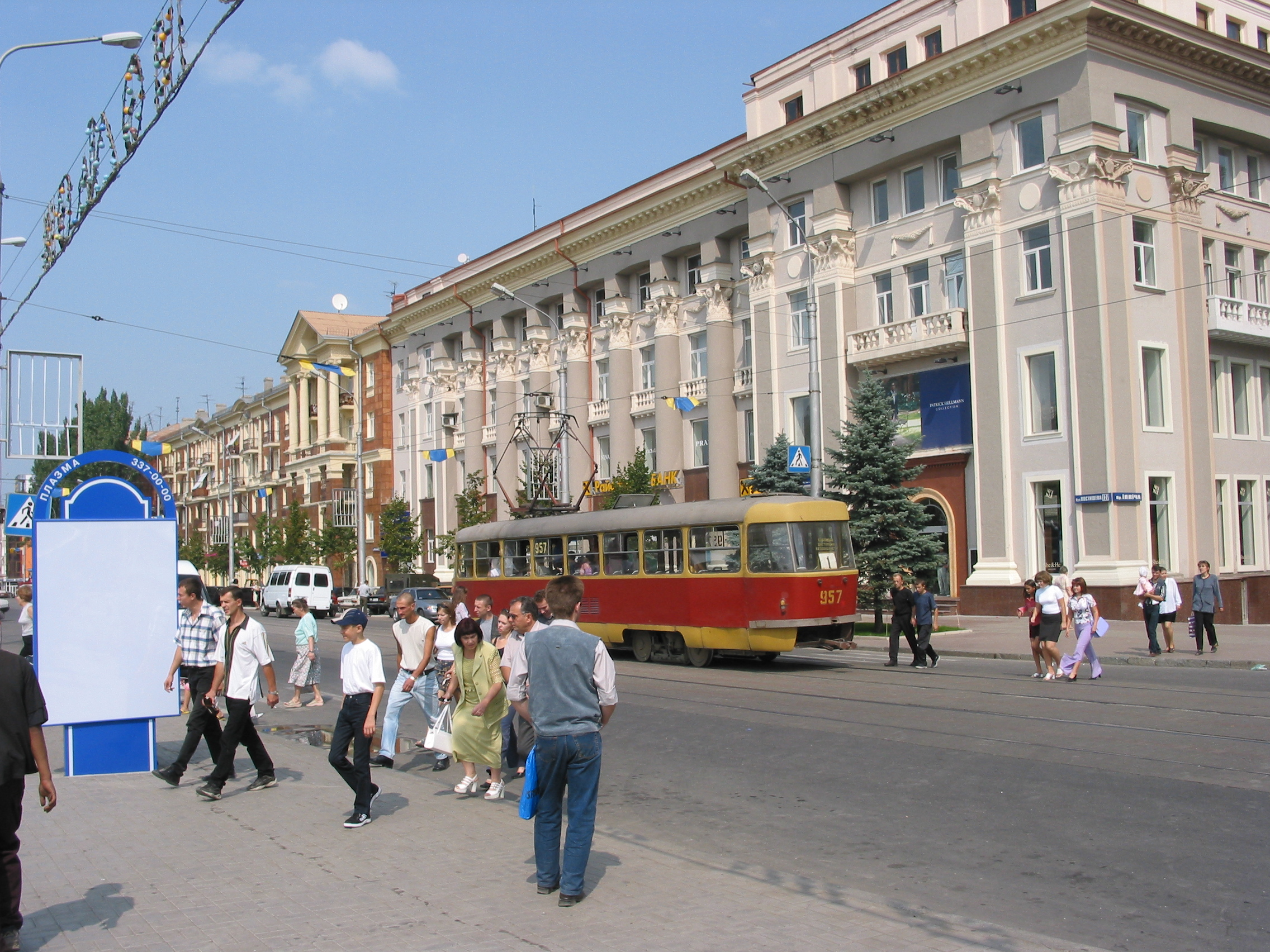
Донецьк

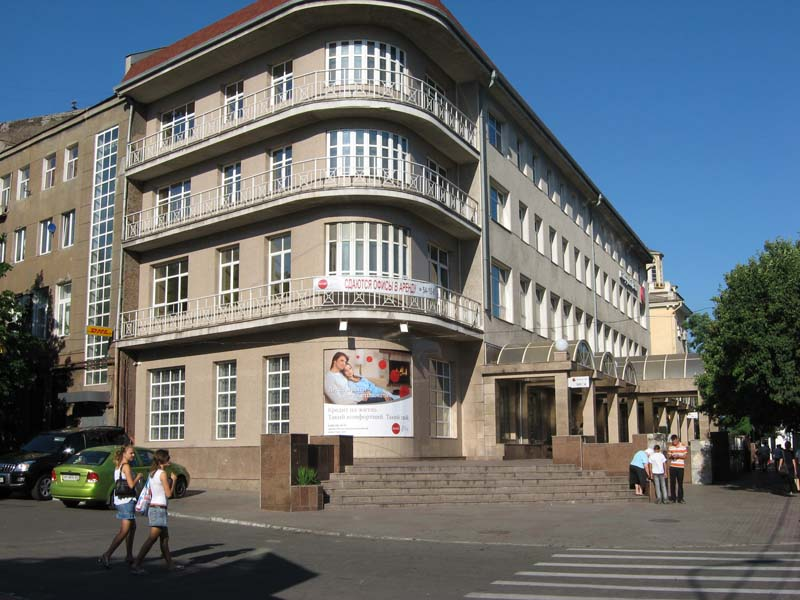
Маріуполь

Економічне зайняте населення — 1724070 (2001), у тому числі 23,9 % — в обробній промисловості, 13,9 % — у добувної, 11,6 % — в торгівлі та ремонті, 7,9 % — в транспорті, 7,5 % — в освіті, 7,3 % — в охороні здоров'я, 6,7 % — в сільському та лісовому господарстві.
Освіта економічне зайнятого населення — 20,4 % — повна вища освіта, 0,7 % — базова вища, 30,2 % — неповна вища, 40,6 % — повна загальна освіта, 7,2 % — базова загальна, 0,8 % — початкова загальна, 0,1 % — без початкової освіти.
Зміна кількості населення області (населення в тисячах осіб на 01.01. кожного року)
Динаміка чисельності населення
| Рік  | Кількість мешканців |
| ---- | ------------------- |
| 1863 | 200,0               |
| 1897 | 586,5               |
| 1915 | 1000,0              |
| 1939 | 3099,8              |
| 1944 | 1699,3              |
| 1956 | 3931,0              |
| 1959 | 4262,0              |
| 1971 | 4934,0              |
| 1976 | 5141,0              |
| 1979 | 5170,0              |
| 1984 | 5282,0              |
| 1987 | 5368,0              |
| 1989 | 5332,4              |
| 1990 | 5339,2              |
| 1991 | 5346,7              |
| 1992 | 5352,6              |
| 1993 | 5365,8              |
| 1994 | 5331,5              |
| 1995 | 5266,9              |
| 1996 | 5200,9              |
| 1997 | 5129,4              |
| 1998 | 5068,9              |
| 1999 | 5013,1              |
| 2000 | 4953,4              |
| 2001 | 4893,6              |
| 2002 | 4841,1              |
| 2003 | 4774,4              |
| 2004 | 4720,9              |
| 2005 | 4671,9              |
| 2006 | 4622,9              |
| 2007 | 4580,6              |
| 2008 | 4538,9              |
| 2009 | 4500,5              |
| 2010 | 4466,7              |
| 2011 | 4433,0              |
| 2012 | 4403,2              |
| 2013 | 4375,4              |
| 2014 | 4343,9              |
| 2015 | 4297,0              |

Станом на 1 серпня 2015 року населення становило 4277,923 тис. осіб. Судячи з розподілу населення області за віком, зміна падіння населення буде різко пришвидшуватися з 2010 до 2030 роки й дещо сповільниться у 2030-х роках.
Розподіл постійного населення за віком станом на 1 січня 2015 року
Вік — кількість населення відповідного сегменту:
- 0–14 — 557 700 осіб;
- 15–64 — 2 997 700 осіб;
- 65+ — 749 000 осіб.

Найвищу народжуваність у 2010 році показували вікові сегменти від 20 до 35 років. Наразі кількість населення відповідного віку становить 1047 тис. осіб. Частина населення віком від 0 до 15 років на 1 січня 2010 року становило 539 тис. осіб, що за 20 років (буде базою для народжуваності області) з кількістю осіб близько 480 тис., що в 2,2 раза менше, ніж теперішні сегменти.
Станом на 2010 рік кількість населення, яка народилася за часів Радянського Союзу, становить надзвичайно велику частину населення області — 76 %. Частина ж населення, яка народилася наприкінці Другої світової війни — 17 %.

## Економіка
Початками промислового Донбасу слід вважати Соляні промисли Донеччини у XVII—XVIII століттях.
Наявність в Донецькому регіоні власних паливно-енергетичних і мінерально-сировинних ресурсів, близькість залізорудних родовищ Криворізького басейну, вихід до моря, сприяли формуванню великого промислового комплексу з високою концентрацією галузей важкої промисловості, створенню досить розвинутої виробничої, наукової та соціальної інфраструктури, високого ступеня урбанізації.

### Промисловість області
Вагоме місце в економіці Донеччини посідає промисловість. Область виробляє п'яту частину загальнодержавного обсягу промислової продукції, посідає перші та провідні місця в Україні з виробництва цілого ряду основних видів промислової продукції, з обсягу експорту. Тут сконцентровано понад 2000 промислових підприємств гірничовидобувної, металургійної, хімічної галузей, енергетики, важкого машинобудування і будівельних матеріалів, експлуатується близько 300 родовищ корисних копалин.
Обсяг реалізованої промислової продукції підприємств області у 2013 році склав 205,594 млрд грн (при середньому курсі в 2013 році 7,993 грн за 1 долар США, це становить 25,7 млрд USD), або 15,5 % загальнодержавного (1322,4 млрд грн).

#### Структура промисловості
У структурі промислового виробництва переважають металургійний та паливно-енергетичний комплекси.
У 2013 році структура промисловості була такою:
- металургія та виробництво металевих виробів — 67,824 млрд грн (8,49 млрд USD) — 35,6 %
- видобувна промисловість — 35,537 млрд грн (4,45 млрд USD) — 18,7 %
- виробництво та постачання електроенергії, газу, пари — 21,223 млрд грн (2,66 млрд USD) — 11,1 %
- харчова промисловість — 18,355 млрд грн (2,30 млрд USD) — 9,6 %
- машинобудування — 17,215 млрд грн (2,15 млрд USD) — 9,0 %
- хімічна, фармацевтична промисловість — 13,492 млрд грн (1,69 млрд USD) — 7,1 %
- виробництво коксу та продуктів нафтопереробки — 13,329 млрд грн (1,67 млрд USD) — 7,0 %

Майже нерозвинуті деревообробна (0,7 %) та легка (0,2 %) промисловості.
Така структура дозволила області випустити у 2013 році:
- чавун — 12,8682 млн тонн (44,2 % загальнодержавного)
- сталь — 13,2532 млн тонн (40,4 %)
- прокат готовий — 7,4919 млн тонн
- труби зі сталі — 0,4074 млн тонн
- вугілля — 37,8291 млн тонн (45,2 %)
- сіль і натрій хлориду — 3,553 млн тонн (61,3 %)
- електроенергія — 28,237 млрд кВт*год (14,6 %)
- шоколадні вироби — 87,739 тис. тонн (24,6 %)
- кондитерські вироби без какао — 37,711 тис. тонн (16,9 %)
- олія соняшникова — 350,474 тис. тонн (10,3 %)
- холодильники — 331,057 тис. штук
- пральні машини — 30,241 тис. штук (13,4 %)
- сірчана кислота — 42,816 тис. тонн (5,4 %)
- добрива азотні — 459,3 тис. тонн
- цемент — 856,1 тис. тонн (8,8 %)
- кокс і напівкокс — 9,2355 млн тонн (52,5 %)

Майже 50 % промислової продукції продається областю закордон. Експорт у 2013 році склав 12,408 млрд USD, що вдвічі більше імпорту області (6,108 млрд USD). Позитивний торговельний баланс зберігається в області навіть після початку активних бойових дій у 2014—2015 роках.
Найбільші статті експорту в 2013 році такі:
- чорні метали — 6,893 млрд USD (55,6 %) (разом по чорній металургії — 7,765 млрд USD, або 62,6 %)
- мінеральні палива (кокс, продукти нафтопереробки) — 1,449 млрд USD (11,7 %)
- залізничні вагони — 0,736 млрд USD (5,9 %)
- хімічні продукти — 0,587 млрд USD (4,8 %)
- машини, обладнання та механізми — 0,564 млрд USD (4,5 %)
- сіль — 0,280 млрд USD (2,3 %)
- какао та продукти з нього (шоколадні) — 0,248 млрд USD (2,0 %)
- інші готові харчові продукти — 0,221 млрд USD (1,8 %)
- жири та олії — 0,137 млрд USD (1,1 %).

У 2013 році майже третина експорту (32,8 %) припадає на долю країн СНД — 4,074 млрд USD, у тому числі Росія — 2,441 (19,7 %), Казахстан — 0,795 (6,4 %) та Білорусь — 0,384 (3,1 %). На країни Європи — більше однієї четвертої (26,2 %) — 3,248 млрд USD, у тому числі Італія — 1,333 млрд USD (10,7 %), Болгарія — 0,337 (2,7 %), Польща — 0,313 млрд USD (2,5 %). Майже стільки ж (26,9 %) припадає на країни Азії — 3,340 млрд USD, у тому числі Туреччина — 1,234 млрд USD (9,9 %), Індія — 0,414 млрд USD (3,3 %), Саудівська Аравія — 0,311 млрд USD (2,5 %). Великими торговельними партнерами традиційно є Єгипет — 0,754 млрд USD (6,1 %), США — 0,307 млрд USD (2,5 %), інші країни Африки — 0,438 млрд USD (3,5 %) та Америки — 0,212 млрд USD (1,7 %).
Географія експорту Донецької області дещо змінилася після початку активних бойових дій в Донбасі у 2014—2015 роках у бік зменшення товарообігу з Росією, так за перше півріччя 2015 року головними шляхами експорту були:
- Італія — 0,428 млрд USD (23,2 %)
- Туреччина — 0,274 млрд USD (14,9 %)
- Росія — 0,245 млрд USD (13,3 %)
- Польща — 0,081 млрд USD (4,4 %)
- Єгипет — 0,054 млрд USD (3,0 %)
- США — 0,046 млрд USD (2,5 %)
- Німеччина — 0,035 млрд USD (1,9 %)

У 2014 році (більшість часу якого йшли активні бойові дії на території області) обсяг реалізованої промислової продукції впав і в гривневому еквіваленті (з 205,5 млрд грн. в 2013 році до 179,617 млрд грн. у 2014) і, ще більше, в доларовому еквіваленті з 25,7 млрд USD до 15,1 млрд USD (в 1,7 рази), що відбувалося на фоні подешевшання гривні з 7,993 за 1 USD до 11,8867 в середньому за рік.
Крім галузі «виробництво та постачання електроенергії, газу, пари» усі інші зменшилися в 2014 році:
- металургія з 67,8 млрд грн до 69,29 млрд грн, або 8,49 млрд USD до 5,83 млрд USD (на 31,3 %)
- добувна промисловість — з 35,5 до 28,32, або 4,45 млрд USD до 2,38 млрд USD (на 46,5 %)
- харчова промисловість — з 18,35 до 16,54, або 2,30 млрд USD до 1,39 млрд USD (на 39,6 %)
- машинобудування — з 17,22 до 9,52, або 2,15 млрд USD до 0,80 млрд USD (на 62,8 %)
- хімічна та фармацевтична промисловість — з 13,49 до 8,07, або 1,69 млрд USD до 0,68 млрд USD (на 59,8 %)
- виробництво коксу — з 13,32 до 10,56, або 1,67 млрд USD до 0,89 млрд USD (на 46,7 %)
- виробництво та постачання електроенергії, газу, пари збільшилося з 21,2 млрд грн до 33,14 млрд грн, або 2,66 млрд USD до 2,79 млрд USD (на 4,9 %), що пояснюється збільшенням вартості енергоносіїв.

Доля важкої промисловості (металургія, добувна, коксохімічна та постачання енергоносіїв) збільшилася в сумі з 79,5 % до 82,7 %, доля деревообробна (0,6 %) та легка (0,1 %) промисловості ще більше знижується. Виробництво продукції в металургії впало на 20–30 %, добувній промисловості — на 30–40 %, електроенергії — на 20 %, цементу — на 60 %, добрив — на 70 %, шоколадних виробів — на 60 %, олії — на 20 %, холодильників та пральних машин — на 6–10 %. Значно ускладнилися логістичні зв'язки між підприємствами. Традиційний ланцюжок «вугілля — кокс — метал» залишився майже завдяки існуванню приватних вертикально інтегрованих компаній на зразок «Метінвест».
Загальний обсяг експорту області у першій половині 2015 року — 1,841 млрд USD, імпорту втричі менше — 0,627 млрд USD, таким чином товарообіг — 2,467 млрд USD, а позитивне сальдо +1,213 млрд USD.

#### Географічне розташування
Два найбільших промислових центрів виробляють більш ніж половину загального обсягу (на 2009 рік) промислового виробництва області: Донецьк (18 %), Маріуполь (37 %).
- чорна металургія з повним циклом виробництва:
  - Маріупольський металургійний комбінат імені Ілліча (8283,9 млн грн валового доходу)
  - Металургійний комбінат «Азовсталь» (5470,3)
  - Донецький металургійний завод, ДМЗ (3366,8)
  - Єнакієвський металургійний завод, ЄМЗ (1541,9)
  - Макіївський металургійний комбінат, ММК (808,6)
  - тощо
- чорна металургія, трубні заводи:
  - Харцизький трубний завод, ХТЗ (399,9)
  - тощо
- чорна металургія, коксохімія:
  - Авдіївський коксохімічний завод (2007,7)
  - Маркохім (951,1) — м. Маріуполь
  - Донецьккокс (479,4)
  - Макіївський (371,1)
  - Єнакіївський (310,0)
  - Ясиновський (237,4) — м. Макіївка
  - Макіївкокс (142,4)
  - тощо
- кам'яновугільна промисловість
  - Шахта імені Засядька (895,2) — м. Донецьк
  - Донецьквугілля (554,7)
  - Добропіллявугілля (546,7)
  - Шахтоуправління «Покровське» (510,2)
  - Макіїввугілля (448,3)
  - Шахта «Комсомолець Донбасу» (240,8) — м. Хрестівка
  - Шахтарськантрацит (225,5)
  - Торезантрацит — м. Чистякове
  - Шахта «Краснолиманська» (216,3) — м. Родинське
  - Селидіввугілля (192,0)
  - Мирноградвугілля (186,3) — м. Мирноград
  - Торецьквугілля (116,6)
  - Шахта імені Святої Матрони Московської — м. Торецьк
- машинобудівна промисловість
  - Концерн «Азовмаш» (3515,9) — м. Маріуполь
  - Концерн «Укрвуглемаш» (1601,3) — м. Донецьк
  - НКМЗ, Новокраматорський машинобудівний завод (698,5) — м. Краматорськ
  - Норд (572,3) — м. Донецьк
  - Донбас-Плюс (133,3) — м. Донецьк
  - тощо
- хімічна промисловість
  - Концерн «Стирол» (1553,3) — м. Горлівка
  - ТОВ науково-виробниче об'єднання «Інкор і Ко» КХП Фенольний завод — м. Торецьк
  - тощо
- транспорт
  - Донецька залізниця (2657,3)
  - Маріупольський морський торговельний порт (351,2)
  - ДонбасАеро (114,3)
- харчова промисловість
  - Донецький лікерогорілчаний завод (1154,6)
  - Концерн «АВК» (644,8) — м. Донецьк
  - «Київ-Конті» (372,0) — м. Донецьк
  - пивоварний завод «Сармат» (311,4) — м. Донецьк
  - Артемівський завод шампанських вин (95,4)
  - Донецький винний завод (71,9)

Економіка області представлена також потужним агропромисловим комплексом. Динамічно працюють харчова і переробна промисловість: товарно-виробничий комплекс, розвивається торгівля.
Економіку обслуговують 137 банків і банківських установ, 17 страхових компаній, 24 біржі. Розвиток банківської системи, що відбувається в умовах економічного зростання, стабільності грошової одиниці України, зниження відсоткових ставок за кредити, характеризується зростанням активів і зобов'язань, підвищенням рівня капіталізації банків, розширенням кредитування економіки.
Регіон відрізняється високою транспортною освоєністю території. Транспортна система представлена майже усіма видами транспорту — залізничним, автомобільним, авіаційним та морським. У місті Донецьку будується метро.

#### Родовища корисних копалин
- Артемівське родовище кам'яної солі
- Донецький вугільний басейн
- Слов'янське родовище кам'яної солі
- Новорайське родовище вогнетривких глин
- Часовоярське родовище вогнетривких глин
- Донецька ртутна провінція
- Залізорудні родовища Приазов'я
- Катеринівське родовище лужних каолінів (Нікольський район)
- Мануїльське родовище каоліну
- Микитівське родовище ртуті
- Новоандріївське родовище каоліну
- Передове родовище вогнетривких глин
- Родовища і рудопрояви рідкісних металів Донецької області
- Родовище первинних каолінів «Біла Балка»
- Трудове родовище цементної сировини

### Сільське господарство
Має вторинне (після промисловості) значення, але доволі потужне. В області функціонують великі господарства, власниками яких часто є підприємці-власники гірничнометалургійних потужностей, але більше дають продукції особисті селянські господарства, яких на 1 січня 2014 року нараховувалося 108 900 загальною площею 253,5 тис. га. У 2013 році було зібрано:
- пшениця — 1386,4 тис. тонн (усі зернові — 2209,7 тис. тонн), у тому числі 64,4 % — озимі.
- соняшник на зерно — 778,6 тис. тонн
- картопля — 773,0 тис. тонн
- овочі — 503,1 тис. тонн
- плоди та ягоди — 122,9 тис. тонн
- цукрові буряки (16,3 тис. тонн), ріпак (14,2) та соя (0,5) не є характерними для сільського господарства області.

У 2013 році поголів'я великої рогатої худоби — 128,2 тис. голів, свиней — 572,4 тис. голів, овець та кіз — 84,7, птиці — 13415,4 тис. голів. Господарствами населення утримувалося більш ніж половина поголів'я (55,1 %).
Виробництво продукції тваринництва у 2013 році:
- м'ясо — 175,6 тис. тонн
- молоко — 324,8 тис. тонн
- яйця — 1939,7 млн штук
- риби[25] — 5,74 тис. тонн.

Зрівняння стану сільського господарства області та країни у 2013 році (при кількості населення області майже 10 % від загальнодержавної кількості):
- Збір сільськогосподарських культур: пшениця — 6,2 % від загальнодержавного обсягу (усі зернові — 3,5 %), соняшник — 7,1 %, картопля — 3,5 %, овочі — 5,1 %, фрукти — 5,4 %, цукрові буряки — 0,2 %, ріпак — 0,6 %, соя — 0,0 %, виноград — 0,0 %.
- Поголів'я: великої рогатої худоби — 2,7 %, свиней — 7,3 %, овець та кіз — 4,7 %, птиця — 5,8 %.
- Виробництво продукції: м'ясо — 5,2 %, молоко — 2,8 %, яйця — 9,9 %, риба[27] — 2,5 %.

### Фінанси
Кількість штатних працівників у Донецькій області у 2013 році становила 1 097 148 осіб, які отримували середню місячну зарплатню 3755 грн (469,79 USD), що, крім м. Києва (5007 грн/ 626,42 USD), є найбільшою в країні (середня — 3265 грн/ 408,48 USD). Найбільші зарплати у 2013 році зафіксовані у шахтарських містах:
- м. Новогродівка — 6042 грн/ 756 USD
- м. Хрестівка — 5629 грн/ 704 USD
- м. Вугледар — 5426 грн/ 679 USD
- м. Покровськ — 5306 грн/ 664 USD
- м. Жданівка — 4976 грн/ 623 USD
- м. Добропілля — 4688 грн/ 587 USD.

Найменша зарплата у робітників м. Костянтинівка — 2679 грн / 335 USD, Слов'янського (2159 грн / 270 USD) та Бойківського (2185 грн / 273 USD) районів. Найбільша зарплата серед сільських районів — у Покровському районі (3805 грн / 476 USD).
В найбільших містах області зарплата середня: Донецьк (4039 / 505 USD), Маріуполь (3667 / 459 USD), Макіївка (3571 / 447 USD), Горлівка (3563 / 446 USD), Краматорськ (3308 / 414 USD).
Середня заробітна плата у липні 2015 року піднялась у гривневому еквіваленті з 3755 грн (2013) до 5460 грн (липень 2015), але зменшилась при перерахунку у валюту — з 470 USD (2013) до 251 USD (липень 2015), що зв'язане з ростом курсу валют за цей же час у 2,7 рази. Серед галузей економіки найбільша зарплата (липень 2015) спостерігалася:
- спорт — 16085 грн / 739 USD
- торгівля і ремонт — 13067 грн / 601 USD
- професійна, наукова та технічна діяльність — 10360 грн / 476 USD
- добувна промисловість (вугілля, сіль) — 6704 грн / 308 USD
- фінансова та страхова діяльність — 6337 грн / 291 USD
- переробна промисловість (металургія, хімія, харчова) — 5745 грн / 264 USD.

Найменша зарплатня — у поштовій та кур'єрській діяльності (2291 грн / 105 USD), функціонування бібліотек, музеїв тощо (2372 грн / 109 USD), тимчасове розміщування та організація харчування (2927 грн / 135 USD), освіта (3063 грн / 141 USD), охорона здоров'я (3068 грн / 141 USD).

## Транспорт
З приходом царської влади на теренах сучасної Донецької області з'явились ґрунтові поштові станції, а з XIX сторіччя й залізниці. Перші залізниці Донеччини будувалися приватними власниками виключно для обслуговування вугільних копалень регіону. Першою з них 5 січня 1870 року було відкрито Курсько-Харківсько-Азовську магістраль за таким маршрутом: Лозова — Слов'янськ — Костянтинівка — Микитівка — Ханжонкове — Іловайська — Успенка — Таганрог.
До революції було побудовано більшість з нині наявних залізниць області:
- 1872: Костянтинівка — Ясинувата — Руднична — Оленівка
- 1876: Руднична — Роя — Курахівка
- 1 грудня 1878: Микитівка — Хацапетівка — Дебальцеве — Довжанська
- 1878: Дебальцеве — Попасна — Краматорська
- 1879: Хацапетівка — Єнакієве — Ясинувата
- 1882: Оленівка — Волноваха — Маріуполь
- 1884: Ясинувата — Очеретине — Гришине — Єкатеринослав
- 1893: Слов'янськ — Сользавод
- 1899: Микитівка — Попасна
- 1899: Доля — Караванна — Мушкетове
- 1902: Микитівка — Очеретине
- 1904: Волноваха — Царекостянтинівка — Олександрівськ
- 1904: Дебальцеве — Чистякове — Іловайська — Караванна
- 1911: Харків — Ізюм — Лиман — Яма — Родакове
- 1911: Лиман — Слов'янськ
- 1911: Лиман — Краматорська
- 7 вересня 1913: Яма — Бахмут — Микитівка
- 1937: Постишеве — Павлоград

У 1889 році збудований потужний Маріупольський морський торговельний порт. У перші десятиріччя радянської влади запрацювали пасажирські аеродроми у Донецьку, Краматорську та Маріуполі.
В області працює розвинута система міського електричного транспорту, яка з'явилася у 1930-х роках в Макіївці, Донецьку, Горлівці та Маріуполі.
У 2014 році в зв'язку з військовими діями були знищені невеликі системи тролейбусу в Добропіллі, Вуглегірську, трамваю в Костянтинівці. На кінець 2017 року працюють 6 трамвайних систем (Донецьк, Маріуполь, Горлівка, Єнакієве, Дружківка, Авдіївка) загальною довжиною автомобільних доріг біля 370 км, вагонів — біля 340 (середній вік вагонів — 33 роки) та 8 тролейбусних систем (Донецьк, Маріуполь, Слов'янськ, Горлівка, Краматорськ, Макіївка, Бахмут, Харцизьк) загальною довжиною ліній близько 520 км, машин — близько 400 (середній вік тролейбусів — 16 років).
У 2021 році Маріуполь зайняв друге місце в рейтингу українських міст за рівнем розвитку та комфорту транспортної інфраструктур за результатами дослідження Міжнародного республіканського інституту (IRI) і журналу «НВ».

## Екологія
Нинішню екологічну ситуацію в Донецькій області можна визначити як кризову, що формувалася протягом тривалого періоду через нехтування об'єктивними законами розвитку та відтворення природно-ресурсного комплексу України. Відбувалися структурні деформації народного господарства, коли перевага в області надавалася розвитку сировинно-видобувних, енергогенерувальній, металургійній, хімічній та іншим найбільш екологічно небезпечним галузям промисловості. У поєднанні з недостатністю правових та економічних механізмів захисту природного середовища, низькою забезпеченістю та ефективністю захисних споруд, а також з низьким рівнем екологічної свідомості суспільства це призвело до небезпечного екологічного стану у Донецькій області. У незалежній Україні на державному рівні визнано, що потрібно здійснювати таку політику в сфері охорони довкілля, яка б забезпечувала стійкий з екологічного погляду розвиток, ефективне зниження та попередження негативних впливів на навколишнє середовище.

## Злочинність
За інформацією Головного управління Національної поліції в Донецькій області за 2021 рік було зареєстровано 433 тис. заяв і повідомлень про вчинені кримінальні правопорушення та інші події. 
У розрахунку на 10 тис. населення зареєстровано 1064 заяви та повідомлення.
Рівень злочинності на 10 тис. населення – 39,0, у тому числі тяжких та особливо тяжких – 12,9.

## Культура

### Театри і кінотеатри
Є відомий сучасний кінотеатр у Донецьку під назвою «Донецьк Сіті».
Донецький академічний державний театр опери і балету ім. А. Б. Солов'яненка.
Творча біографія донецького академічного державного театру опери і балету імені А. Б. Солов'яненка почалася у 1932 році в Луганську на базі пересувного оперного театру Правобережної України. У Донецьку театр тоді Донецький музичний театр став працювати з 1941 року. У 1947 році музичний театр був перейменований в Донецький театр опери і балету.
2 жовтня 1977 року Донецькому театру опери і балету за великий внесок у розвиток радянського мистецтва було надано звання академічний.
У 1992 році в Донецьку на базі театру опери і балету була заснована школа хореографічної майстерності під керівництвом Народного артиста України Вадима Писарева. З 1994 театр опери і балету є організатором міжнародного фестивалю «Зірки світового балету» у Донецьку. Фестиваль проводиться щорічно в жовтні в приміщенні театру опери і балету.
У 1995 році за рішенням Міжнародної організації ЮНЕСКО Вадим Писарев — лауреат безлічі міжнародних конкурсів був названий найкращим танцюристом року.
Будівля театру опери і балету побудована за проектом архітектора Л. Котовського в класичному стилі. Спочатку проект був призначений для драматичного театру Донецька, і згодом його потрібно було переробити у зв'язку зі специфікою музичного театру.
Будівля театру опери і балету розташована між вулицею Артема і бульваром Пушкіна фасад театру обернений на театральну площу Донецька.

### Літературний процес на Донбасі
Див. Літературний процес на Донбасі, Конкурс «Книга Донбасу», Донбас (журнал), альманах Кальміюс.
Ознаки літературного життя на Донбасі почали проявлятись з останніх років 19 століття. В адміністративному центрі тодішнього Донбасу місті Бахмуті, починають видаватись художні книжки, першою серед яких стала збірка віршів поета-донбасівця Миколи Чернявського «Донецькі сонети» (1898). На той час у Бахмуті зростає видавнича діяльність, збільшується кількість періодичних видань. Бахмутчина як центр шахтарського робітничого краю притягує до себе в останній чверті 19 століття таких письменників, як Борис Грінченко, Спиридон Черкасенко, Христя Алчевська, Степан Васильченко тощо, початківців і вже відомих українських письменників. У цей час на Донбасі в освітніх закладах працювали видатний письменник Б. Грінченко, відомий фольклорист Я. П. Новицький, педагог Яків Феофанович Чепіга-Зеленкевич.
На початку XX століття піднімається хвиля так званих пролетарських поетів, до яких відносять з російськомовних авторів С. Дальню, Я. Дебелого, А. Коца, П. Махиню тощо, а з українських — І. Журбенка. У 1910-х роках на Бахмутчині починається становлення видатного українського поета Володимира Сосюри.
Починаючи з 1920-х років XX століття, на арені українського строкатого життя, розбурханого українською революцією 1917—1921 років і зосередженого переважно в Харкові, Києві та Львові, навколо бахмутського журналу «Забой» та однойменної письменницької організації, зорієнтованої переважно на пролетарську тематику, розгортається потужне літературне життя.
Тенденція до написання творів саме українською мовою зростає серед донецького письменства впродовж десятиліть, і на кінець 1920-х років навіть такі відомі на той час російськомовні письменники, як Борис Горбатов, Г. Жуков, В. Торін та багато інших, почали писати твори українською мовою. Та на початку 30-х років цей процес був штучно перерваний місцевими шовіністами при явному потуранні і підтримці московської влади.

### Бібліотека
- Донецька обласна універсальна наукова бібліотека імені Н. К. Крупської

### Музеї
У Донецьку розташовано 140 музеїв та музейних кімнат. Серед них два великих державних обласних музеї: Донецький обласний художній музей і Донецький обласний краєзнавчий музей. Окрім державних музеїв, є ще музеї створені підприємствами та організаціями міста. Серед них: Музей історії та розвитку Донецької залізниці, створений Донецькою залізницею; Музей зв'язку, створений центром технічної експлуатації місцевого телефонного зв'язку ВАТ «Укртелеком»; Музей єврейського населення Донбасу, створений Донецьким єврейським громадським центром; Музей історії ДМЗ, створений Донецьким металургійним заводом та інші. Силами ентузіастів створюються народні музеї. Серед них «Донбас нескорений». У школах створюються музейні кімнати. Музей донецької школи № 93 вважається показовим.

### Пам'ятки

#### Давні пам'ятки
- Палац Бантиша, 1837 рік, ампір, залишки здичавілого пейзажного парку(первісно 66 га, закладений 1858 року), село Прелесне, Слов'янський район.
- Музей Сергія Прокоф'єва (Сонцівка) — в шкільному будинку початку 20 століття, село Сонцівка Покровський район
- Будинок лікаря Гампера, модерн (сецесія), м. Маріуполь
- Будинок Бантиша, Комишуваха під Константинівкою, 19 століття.
- Руїна хрестоподібної купольної церкви 1792 року в степу на території села Олександро-Шульгіного Констянтинівського району. Ззовні стоять дорійські, а всередині коринфські колони. На коринфських частково збереглися розписи.
- Однокупольний храм Одигітрійської Богородиці з перелому XIX—XX століть. у візантійському стилі у селищі міського типу Грузько-Ломівка на залізничній лінії між станціями Макіївка-Моспине.

За переказами ікону Богородиці, названу Одигітрією, намалював апостол Лука. Нею благословляв візантійський імператор Костянтин IV Мономах (1042—1054) дочку, коли вона вінчалася з князем Всеволодом, сином Ярослава Мудрого. На початку XII століття син Всеволода Володимир Мономах переніс цю ікону до Смоленська.
- Кам'яна Святопокровська церква XIX століття на місці запорізької дерев'яної в селищі Зайцевому, що в межах Горлівки.
- Миколаївський собор, відбудований 1905 року у псевдоруському стилі в селищі Штерівка м. Горлівки.
- Церква Олександра Невського з 1897 року в Слов'янську біля залізничного вокзалу. Має три престоли: Миколая Чудотворця, Олександра Невського й московського митрополита Олексія.
- Цвинтарна церква Всіх святих з початку XX століття біля Артемівського автовокзалу.

Чимало церков було зруйновано в 1930-х роках. Серед них і кам'яну Миколаївську церкву в Ясенівці з 18-ти метровою (по висоті) дзвіницею. Загальна висота цієї церкви — 40 метрів. Долішню її частину змуровано з природного каменя. Товщина стін біля півтора метра. Решта 18 метрів була дерев'яна. Церква мала шість дзвонів. При пожежі, або, як треба було зібрати народ, можна було бити, не піднімаючись на дзвіницю. В безвітряну погоду звук головного дзвона лунав на 15 кілометрів. Стіни і стелю всередині церкви було розмальовано на біло-блакитному тлі.
До давніх пам'ятників належать також Савур-Могила, Архангельська могила та інші.

#### Пам'ятки XX століття
У Донецьку поховано борця проти самодержавства Василя Флеровського (1829—1918). На його могилі в сквері його імені стоїть обеліск із рожевого донецького полірованого граніту, на якому відлито бронзовий барельєф і вінок. Флеровський проїхав під конвоєм 19 тисяч верст, а 3500 верст пройшов пішки, сидів у 32 острогах, декілька років в опрічних камерах. До Юзівки приїхав з підірваним здоров'ям у 1897 році.
На проспекті РККА поховано відважних літунів, які вивчали стратосферу: П. Батенка, Д. Столбуна, Я. Українського і С. Кучумова. На їхній могилі на постаменті установлено двометрову фігуру стратонавта, що дивиться у безкраї простори повітряного океану. На меморіальній дошці бронзові барельєфи чотирьох героїв.
Інший — арктичний океан досліджував Георгій Сєдов (1857—1914) родом із Кривої Коси (тепер Сєдове), що біля Новоазовська. Він народився в сім'ї рибалки і був штурманом далекого плавання. В 1903–1904 роках брав участь у гідрографічній експедиції до Північного льодовитого океану. В 1909 році шукав гирло річки Колими, в 1910 — обстежував Хрестову Губу на Новій Землі. 1912 року вирушив з Архангельська з зимівлею на Нову Землю, а в серпні 1913 році ходив на Землю Франца-Йосифа. В 1914 році помер, їдучи на собачих запряжках до Північного полюса, не дійшовши до острова Рудольфа. Похований на мисі Аук. Пам'ятником цій мужній людині є сама назва його рідного містечка — Сєдове.
Після останньої війни радянська влада встановлювала пам'ятники видатним поетам і письменникам: у Донецьку — Т. Шевченкові, М. Горькому та погруддя О. Пушкіна й І. Франка. А от у Слов'янську «отці міста» зняли пам'ятник Кобзареві з вулиці Т. Шевченка на початку 1970-х років. Близько 20 років валявся він десь на смітнику й тільки протести патріотів змусили владу повернути пам'ятник назад на вулицю Т. Шевченка. В Слов'янську є погруддя Т. Шевченка.
На Донбасі в Горлівці повстали проти царату у 1905 році робітники, коли 16 грудня царські солдати відкрили вогонь по учасниках страйку, до багатьох міст вислано телеграми. До ранку з Єнакієвого, Дебальцевого, Харцизька, Ясинуватої, Алчевська, Дружківки, Гришиного й Авдіївки надійшли до Горлівки збройні дружини. Царські війська побоялися, що повстанці отримають допомогу, й відступили. Героїв цього повстання увічнено пам'ятником-ансамблем на майдані Революції.
Героям і жертвам Громадянської війни у Росії присвячено декілька пам'ятників:
- у селищі Нижня Кринка, де 30 грудня 1917 року білі козаки розстріляли 118 робітників копальні Ясенівський;
- у селищі Кринична, де в 1918 році. білі козаки розстріляли більшовицького комісара Петра Дергачова;
- у Новоекономічному — партизанові громадянської війни Ф. Наумову;
- у Липовому гаю біля автотраси Ханженкове-Майорове — обеліск у честь першої маївки робітників Дмитріївська й Харцизька.

У березні 1918 році в Юзівці, Констянтинівці, Гришиному й Маріуполі створено опорні пункти для спротиву німецьким кайзерівським окупантам. На весні 1919 року залізнична станція Дебальцеве була осередком бойових операцій і червоноармійці тримали 350-кілометровий фронт проти денікінців на північ од Дебальцевого, на південь од Бахмута й далі до Волновахи. Звідтіль до узбережжя Азовського моря діяла махновська бригада, що входила до складу червоноармійської Задніпровської дивізії. Під час відступу наприкінці грудня білогвардійці створили вузли опору Бахмут-Попасна, Горлівка-Дебальцеве та Іловайськ-Леонове. Махновські повстанці в 1919-му як союзники радянської армії двічі здобували Маріуполь. У жовтні махновсько-денікінський фронт протягнувся понад 1200 км. Коли ж більшовики в 1920 року розірвали угоду з Махном і 17 липня 1921 його повстанці проходили через Юзівський район, на них напали червоні. Втекла кіннота, а 2000 піхотинців здалися більшовикам у полон. Їх розстріляли біля станції Курахівка. Тоді ж більшовицькі броньовики біля села Голодівки три дні поливали кулеметним вогнем відділ Махна, що прямував на Велику Анадоль. Зі 100—150 шабель вирвалося тільки 60 повстанців. Могил махновців, на жаль, немає.
Коли 23 жовтня після триденних боїв німці зайняли Сталіне, мешканці міста відчинили браму тюрми й побачили три ями, наповнені трупами. Деякі мерці були без рук і ніг. НКВД закопало й заасфальтувало в центрі міста 4000 невинних жертв. Решту розстріляних і закатованих у будинку по вулиці Артема 44, де тепер філармонія, а в 1932–1966 роках лютували чекісти, вивозили на «Рутченкове поле» в Кіровському районі міста. У Донецькій області в 1930–1950 роках репресовано за політичними мотивами понад 100000 громадян. Тільки зараз встановлено пам'ятні знаки на місці деяких поховань цих невинних жертв.
Німці теж тероризували населення області. Вони морили голодом радянських полонених, масово розстрілювали євреїв, а також арештованих активістів Всесоюзної комуністичної партії (більшовиків) і Організації українських націоналістів, вивозили працездатних на примусові роботи до Німеччини. У Сталіному окупаційна влада створила концентраційний табір, у якому перебував, зокрема, український письменник Яків Качура, закатований у жовтні 1943 року
Після війни увічнено пам'ять про жертви німецького терору:
- 43 робітників заводу ім. Ілліча, страчених у березні 1942 року;
- маріупольського сталевара Макара Мазая, замученого в катівні гестапо;
- членів Дружківської підпільної організації «Ленінська кузня»;
- жертв фашизму в Макіївці (пам'ятник встановлено біля входу до парку «Піонерський».

У Донецьку понад 70 пам'ятників і більш як 70 меморіальних дощок, присвячених героям Другої світової війни
У центрі міста пам'ятники генерал-лейтенантові К. Гурову, гвардії-полковникові Грінкевичу, в Міському парку культури і відпочинку — меморіал «Твоїм визволителям, Донбас». У Сніжному відкрито музей бойової слави. За братніми могилами полеглих ходять мешканці Харцизька, Краматорська, Покровська, Сніжного, сіл Петропавлівки, Благодатного, Гранітного (до 1946 року — Старої Карані), Богородичного, Пришиба, Кривої Луки (загинуло 1035 радянських вояків). У Слов'яногірську встановлено меморіальний комплекс воїнам-визволителям, а на розгалуженні доріг на гребні крейдяної гори — пам'ятник лейтенантові В. Камишеву, який з високого дуба коректував вогнем своєї батареї. Набій зніс корону дуба, а лейтенанта переховали на місці згину. Там на стовбурі в обрамленні п'ятикутної зірки вирізано обличчя бійця.
Пам'ятники полеглим встановлено також у Єнакієвому, Дмитрові (14 пам'ятників воякам, підпільникам і партизанам), Амросіївці (сквер-пам'ятник) і Новоазовську (десантникам). Там само й у висілку Мелекіному (морякам-десантникам), а також у Слов'яногірську й Сергіївці коло Покровська та на підступах до Єнакієвого споруджено меморіальні комплекси. В Макіївці є алея 42 мешканців міста, що стали Героями Радянського Союзу.
В Маріуполі в одному з парків на 10-метровому постаменті стоїть бронекатер, на якому хоробрі десантники штурмували берег. Морякам-азовцям присвячено в парку 50-річчя Жовтня 15-метровий обеліск, прикрашений унизу барельєфами, на яких зображено бойові епізоди. У центральному парку на обеліску висічено на мармурі винищувач, а під ним барельєфи героїв Володимира Семенішина й Миколи Савицького, які збили над Маріуполем 27 ворожих літаків. У цьому приморському місті у вуличному бою загинув 14- річний Толя Балабуха, який кинув гранату у ворожий бронетранспортер. На місці, де поліг піонер, стоїть пам'ятник.
Обеліски воїнам-визволителям установлено в смт Софіївка й на могилі Єнакіївських партизанів, а меморіальні комплекси — в селах Удачному й Миколаївці. У місті Бунге біля шахти «Юнком» стоїть обеліск на могилі Єнакіївських партизанів. На тій шахті заступник її начальника І. Сингучов організував партизанський відділ, але перед відступом німців його й інших партизан схопили й після довгих катувань усіх стратили.
Багато пам'ятників, пов'язаних з останньою війною. Це не дивно: оборонні бої велися на захід од Покровська й під Горлівкою. Тримати оборону радянським воїнам помагало 19 партизанських загонів. З кінця жовтня 1941 року до літа 1942 року фронт проходив по лінії Лиман-Лисичанськ східніше Шахтарського. Під час наступу радянських військ влітку 1943 року на ворожі війська нападали партизани й підпільники залізничної станції Рутченкове, мешканці робітничого селища Курахівської ДРЕС й робітники шахти No 38. Найжорстокіші бої велися за Савур-Могилу. Під натиском радянських військ впали неприступні позиції німців над Міусом (фронт по Міусу).

## Релігія
На території Донецької області станом на 1 січня 2006 року з правом юридичної особи діє 1367 релігійних організацій, а саме: 1308 релігійних громад, 18 релігійних центрів і управлінь, 9 монастирів, 1 лавра, 20 місій, 1 братство, 10 вищих духовних навчальних закладів. У 2005 році зростання релігійної мережі відбулося на 43 юридичні особи. Це є на рівні 2004 року, але значно менше в порівнянні з попередніми роками (у 1991 році діяло 216 релігійних громад, у 1992 році зареєстровано 49 громад, у 1993 році — 40, у 1994 році — 59, у 1995 році — 59, у 1996 році — 86, у 1997 році — 96, у 1998 році — 85, у 1999 році — 120, у 2000 році — 160, у 2001 році — 115, у 2002 році — 79, у 2003 році — 61). При цьому ускладнення релігійної мережі на Донеччині продовжує зростати, релігійна карта області дуже строката — 49 конфесійних напрямків: 95,7 % всіх релігійних організацій області становлять християнські конфесії. В області також діють 22 мусульманських, 18 юдейських, 10 буддистських релігійних організацій, 6 релігійних громад Міжнародного Товариства Свідомості Крішни та 1 релігійна громада РУНВіри. Свою діяльність на Донеччині продовжує Церква Ісуса Христа Святих останніх днів.

## Громадянське суспільство

### Діяльність Народного Руху України на території Донецької області
Установчі збори Донецької Крайової організації Народного Руху України (ДКО НРУ) відбулися в одній з найбільших аудиторій фізичного факультету Донецького державного університету 20 серпня 1989 року. Це була одна з перших Крайових конференцій на Сході України. Присутніми були 109 делегатів від місцевих осередків НРУ Донецької області, які вже виникли на той час, та інших громадсько-політичних організацій Донеччини. Окрім того, було декілька десятків гостей і представників різних державних і партійних організацій. Були гості з областей України та Народного фронту Білорусі. Голова Установчих зборів — гірничий інженер Володимир Білецький (кандидат технічних наук у Донецькому політехнічному інституті), секретар — інженер-хімік Микола Тищенко (кандидат хімічних наук в Інституті фізико-органічної хімії і вуглехімії АН УРСР).
Виступали донеччани професор-економіст Галина Губерна, поетеса Галина Гордасевич, філософ Ігор Пасько, ряд інших науковців, шахтарів, громадських діячів; від опонентів Руху — секретар Донецького міськкому КПУ Жанетта Пашнова.
До кінця 1989 року були створені міські осередки Народного Руху України в Донецьку, Димитровому, Горлівці, Єнакієвому, Красноармійську, Маріуполі, Білицькому. Основою ДКО НРУ було створене раніше Донецьке обласне Товариство української мови ім. Т. Г. Шевченка, яке на той час вже нараховувало десятки осередків на теренах Донеччини й налічувало понад 1500 членів. Втім, Народний Рух був представлений суттєво ширшою соціальною палітрою: крім науковців, службовців та письменників були й шахтарі, металурги, хіміки. Так, з 26 членів Димитрівської міської організації НРУ більшість становили шахтарі.
Народний Рух України був зареєстрований Радою Міністрів УРСР 9 лютого 1990 року. Цього ж року Рух досяг значних успіхів у виборчій кампанії (балотування кандидатів фактично з програмою йшло від ТУМ та НРУ), що дало змогу створити у Верховній Раді України впливову фракцію «Народна рада» та забезпечити депутатську більшість в ряді місцевих рад Західної України.

Особливу увагу в пропагандистській роботі Рух приділяв «вихованню історією». У цьому плані найбільшими заходами Руху були: «Живий ланцюг» до дня Злуки Західно-Української Народної Республіки та Української Народної Республіки 22 січня 1990 року, масовий виїзд на Дніпропетровщину (Нікополь) та Запоріжжя до 500-ліття запорозького козацтва 7–12 вересня 1990 року, масові заходи під Берестечком, Батурином, в Лубнах і Хотині — місцях відомих битв українського козацтва в обороні Батьківщини.

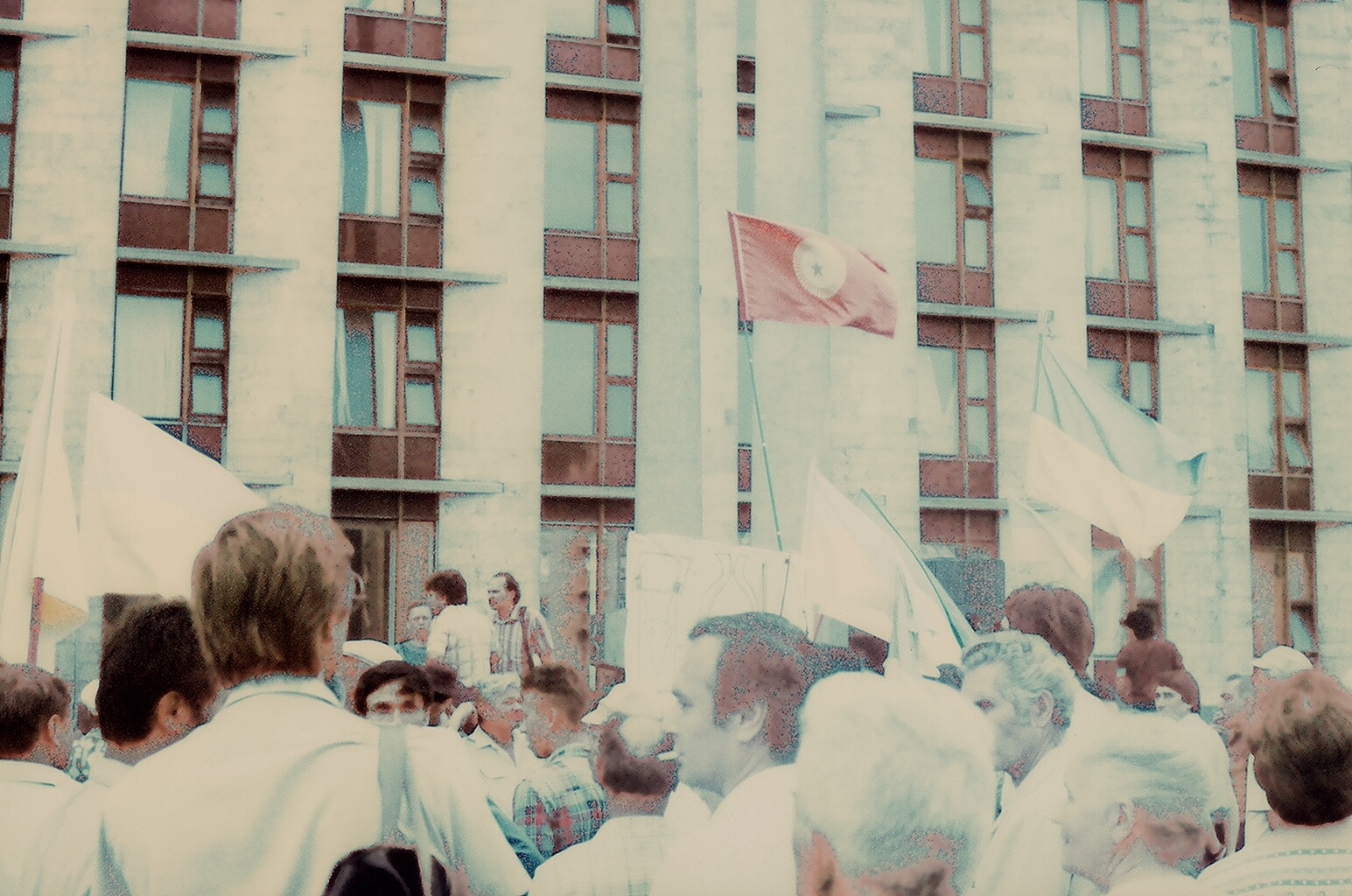
Шахтарсько-Рухівський мітинг біля Донецького обкому КПУ, 1990 рік.

На Донеччині рухівці Ілля Шутов, Володимир Білецький, Валентина Тиха та Федір Олехнович були організаторами виборчої компанії кандидата в народні депутати СРСР (за списком КПРС), поета і письменника Бориса Олійника. 5 березня 1989 року у Донецькому палаці «Юність» в рамках передвиборчої кампанії відбулася зустріч українського поета з громадою, організована спільно з керівниками ДТУМ Валентиною Тихою і Білецьким та активістами Олехновичем, Оліфіренком та Ребриком всупереч волі обкому та міському КПУ, які оголосили кандидата «українським націоналістом». Аудиторія донбасівців становила понад 1200 осіб. На цій зустрічі вперше відкрито обговорювався і був масово підтриманий проект Програми Народного Руху України за перебудову, надрукований в «Літературній Україні» 16 лютого 1989 року.
Представники ДКО НРУ — Володимир Білецький, Ілля Шутов та Ігор Пасько  — входили до загальнонаціональної Великої Ради Руху. Рух разом із ДТУМ заснували й видавали у 1992—1996 роках щотижневу газету Східний часопис (разовий наклад 10 тис. прим.).
Донецька Крайова організація Народного Руху України брала участь у всіх загальноукраїнських з'їздах НРУ та всіх загальнонаціональних акціях: Злуки, святкуванні 500-річчя Запорізького козацтва, підтримки незалежності Литви, непокори ДКНС: так, рухівці Ілля Шутов і Микола Тищенко 31 березня 1990 року організували несанкціонований мітинг солідарності з Литвою, яка 11 березня 1990 року проголосила незалежність. Мітинг був заборонений центральною владою, тому переріс у масові заворушення і походи центральними вулицями Донецька. За фактом організації масових заворушень з прапорами Литви й України, під гаслами: «Волю Литві!», «За нашу і вашу свободу!» організатори були притягнуті до адміністративної відповідальності. 
На Донеччині рухівці були співорганізаторами виборчої кампанії кандидата у Президенти України В'ячеслава Чорновола. Кандидати в народні депутати Верховної Ради УРСР Білецький та Шутов, висунуті конференцією Донецької обласної філії Товариства української мови ім. Т. Г. Шевченка, донесли ідею незалежності України у ряд трудових колективів Донецька.
Організаторами пікетування членами НРУ 19 серпня 1991 року Донецької міськради з вимогою визнання діяльності ДКНС злочинною й антиконституційною були активісти Руху Ілля Шутов та Микола Тищенко.
В Донецькій міській раді Рух організував Штаб спротиву ДКНС. Під впливом Руху 20 серпня зібрана позачергова сесія депутатів міста Донецька, якою дії ДКНС засуджені, й оприлюднено звернення до народу, уряду і парламенту України з вимогою дотримуватись в Україні конституційного ладу і Декларації про незалежність України.
6 березня 1993 року Білецький і Шутов організували пікет з вимогою блокування незаконної відновлювальної конференції Комуністичної партії України в Макіївці. Внаслідок цього заходу, за організацію масових акцій була порушена кримінальна справа, яка у суді перекваліфікована в адміністративну й організатори були притягнуті до адміністративної відповідальності.
Разом з шахтарськими страйккомами Донецька Крайова організація Народного Руху України була найбільш яскравою громадсько-політичною силою регіону періоду «оксамитової революції» на початку 1990-х років. Не випадково саме донеччани-активісти ДКО НРУ Микола Тищенко та Володимир Білецький вперше підняли на Донбасі національне синьо-жовте знамено 16 липня 1991 року, в День Першої річниці проголошення Незалежності України, в знаковому місці — на Святих Горах. Регіональний представник Державного Штабу (Верховна Рада УРСР) по проведенню референдуму про незалежність України Ілля Шутов організував масове розкидування листівок про підтримку незалежності України літаками і геліокоптерами Донецького авіазагону над Донбасом. Кількість активістів Народного Руху України на Донеччині була невеликою — близько 1000 осіб — втім, прихильників основних положень Програми Народного Руху, виходячи з результатів референдуму 1 грудня 1991 року, було понад 90 % від населення регіону.

## Символіка
Першими поселеннями Донеччини, які отримали офіційно затверджений герб, є Бахмут (1745) та Маріуполь (1811). У 60-70 роках XX століття з'явилися герби більшості міст Донецької області, але вони здебільшого не були офіційно затверджені, і ставали такими вже після здобуття незалежності України у 1991 році.
Офіційними символами Донецької області є герб і прапор Донецької області, затверджені 17 серпня 1999 року.

## Влада

### Керівництво Донецької обласної державної адміністрації
- Філашкін Вадим Сергійович — голова облдержадміністрації, начальник обласної військової адміністрації[2].

### Керівництво Донецької обласної ради
У 2020 році на місцевих виборах у Донецькій області вибори до Донецької обласної ради не проводились через тимчасову окупацію регіону російськими військами.
Станом на січень 2024 року, офіційний ресурс Донецької обласної ради не надає інформації щодо членів її виконавчого апарату.

## Вибори

### Вибори 1998 (29 березня 1998)
- Кількість виборців — * Явка виборців — 2414900
- Комуністична партія України — 856323 (35,5 %)

### Вибори 1999
1-й тур (31 жовтня 1999)
- Кількість виборців
- Явка виборців — 2434445
- Симоненко Петро Миколайович — 959183 (39,4 %)
- Кучма Леонід Данилович — 778104 (32,0 %)
- Вітренко Наталія Михайлівна — 280172 (11,5 %)

2-й тур (14 листопада 1999)
- Кількість виборців — 3742293
- Явка виборців — 2943688 (78,7 %)
- Кучма Леонід Данилович — 1557340 (52,9 %)
- Симоненко Петро Миколайович — 1213694 (41,2 %)

### Вибори 2002 (31 березня 2002)
- Кількість виборців — 3696887
- Явка виборців — 2482577 (67,2 %)
- Блок «За єдину Україну!» — 914348 (39,6 %)
- Комуністична партія України — 739471 (32,0 %)
- Соціал-демократична партія України (об'єднана) — 115776 (5,0 %)
- Блок Наталії Вітренко — 113875 (4,9 %)
- Блок Віктора Ющенка «Наша Україна» — 66883 (2,9 %)
- Соціалістична партія України — 45285 (2,0 %)
- «Жінки за майбутнє» — 41508 (1,8 %)
- Блок Юлії Тимошенко — 34880 (1,5 %)

### Вибори 2004
1-й тур (31 жовтня 2004)
- Кількість виборців — 3686236
- Явка виборців — 2878213 (78,1 %)
- Янукович Віктор Федорович — 2496686 (86,7 %)
- Симоненко Петро Миколайович — 94605 (3,3 %)
- Ющенко Віктор Андрійович — 84816 (2,9 %)
- Мороз Олександр Олександрович — 37730 (1,3 %)
- Вітренко Наталія Михайлівна — 23251 (0,8 %)

2-й тур (21 листопада 2004)
- Кількість виборців — 3840652
- Явка виборців — 3711606 (96,6 %)
- Янукович Віктор Федорович — 3570710 (96,2 %)
- Ющенко Віктор Андрійович — 75505 (2,0 %)

2-й тур, переголосування (26 грудня 2004)
- Кількість виборців — 3733421
- Явка виборців — 3143557 (83,9 %)
- Янукович Віктор Федорович — 2940736 (93,5 %)
- Ющенко Віктор Андрійович — 132581 (4,2 %)

### Вибори 2006 (26 березня 2006)
- Кількість виборців — 3573080 ос.
- Явка виборців — 2175648 (60.89 %)
- Партія Регіонів України — 1850729 (73,63 %)
- Блок Наталії Вітренко — 170992 (6,80 %)
- СПУ — 94256 (3,74 %)
- КПУ — 79062 (3,14 %)
- Блок Юлії Тимошенко — 62138 (2.47 %)
- Наша Україна — 35456 (1.41 %)
- Опозиційний блок «Не так!» — 31196 (1.24 %)

## Освіта
Станом на 2018 рік на підконтрольній українській владі частині області у 473 школах навчалося близько 153 тисяч учнів, працювало 13400 педагогічних працівників.
Після початку російсько-української війни у 2014 році, більшість вищих навчальних закладів з окупованої території було переміщено на підконтрольні частини області; так, до Покровська було переміщено Донецький національний технічний університет, до Краматорська — Донецький національний медичний університет. Станом на 2018 рік функціонувало 40 професійно-технічних і 36 вищих I—II рівня акредитації навчальних закладів.
Після початку російського вторгнення в Україну у 2022 році, практично всі навчальні заклади Донеччини були евакуйовані в більш безпечні області.